# 1969年のル・マン24時間レース

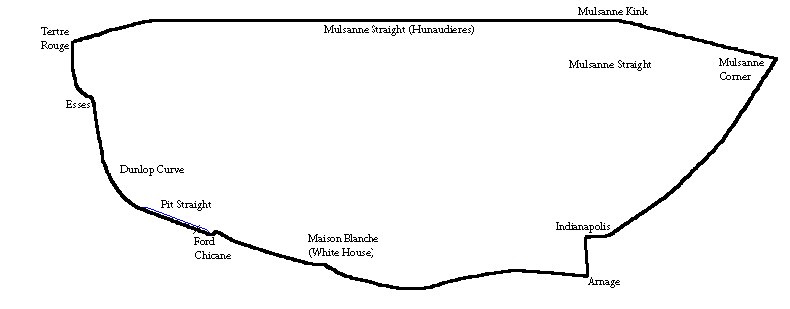
1969年のコース

1969年のル・マン24時間レース（24 Heures du Mans 1969 ）は、37回目のル・マン24時間レースであり、1969年6月14日から6月15日にかけてフランスのサルト・サーキットで行われた。

## 概要
ポルシェは総合優勝を明確に目標とし、新型で大排気量の917を持ち込んだ。
出走したのは45台。
14時スタート。我先にドライバーが自動車に駆け寄り乗り込むや否や飛び出して行く中で、まだ24歳だったジャッキー・イクスは、ル・マン式スタートの危険を避けるためにゆっくり歩いてフォード・GT40の6号車に乗り、シートポジションを確認し、シートベルトを装着し、精神的に落ち着き、他の44台が走り去った後に出発した。この時も最初の周回中にポルシェ・917を先頭にトップグループがホームストレッチに雪崩れ込んだ頃、ジョン・ウルフが乗るポルシェ・917の10号車がオーバースピードでメゾン・ブランシュを曲がりきれずに土手に突っ込み、車両は猛火に包まれてジョン・ウルフは死亡した。これを避けようとしたクリス・エイモンが乗るフェラーリ・312Pの19号車も燃えるガソリンをマシン全体に浴びてクラッシュ、幸い無傷で脱出できたもののレース続行は不可能であった。フランク・ガードナーの乗るフォード・GT40の9号車もラジエターを焼かれてその修理で長いピットインを強いられた。
ポルシェ・908の23号車で2位を走行中だったウド・シュッツは、遅れていたポルシェ・908の64号車とデッドヒートを演じ、クラッシュしてリタイヤした。その後64号車は次第に周回遅れを取り戻してトップ争いに加わっており、結果から見るとこのためにポルシェはほとんど手中にしていた初めての総合優勝を逃したことになる。
11時10分、ジャッキー・イクスの6号車は先頭を行くポルシェ・908、64号車をかわしたが、給油のためピットインし、64号車の45秒遅れで6号車はピットアウトした。11時28分に64号車が給油のためピットインする間に6号車が追い抜いたが、ポルシェの給油とドライバー交替も素早く、6号車のわずか9秒遅れで64号車はピットアウトした。その後14時のゴールまで約2時間、わずかな差のままレースは続いた。
完走は14台。
ジャッキー・イクス/ジャッキー・オリバー組のフォード・GT40マークI、6号車が4,997.98kmを平均速度208.250km/hで走り優勝、4連勝を達成した。これはこの後ル・マン最多勝者になるジャッキー・イクスのル・マン初勝利である。2位のポルシェ・908、64号車との差はわずか130mであった。